# Philipp von Landesberg
Philipp Ernst von Landesberg (* 27. September 1784 auf Gut Wormsthal in Auetal, Landkreis Schaumburg; † 3. Juni 1853 in Hannover) war ein deutscher Gutsbesitzer, Landdrost und Abgeordneter der Kurhessischen Ständeversammlung.

## Leben

### Herkunft und Familie
Philipp von Landesberg wurde als Sohn des Hofmarschalls  Albrecht Wolfgang von Landesberg (1736–1820) und dessen Ehefrau Karoline Philippine von Schele (1747 Kuhof–1818) geboren, deren Familie seit dem 16. Jahrhundert im Besitz des Gutshofs Wormsthal war. 1881 ging das Anwesen durch weibliche Erbfolge an die Herren von Alten-Nordheim.  Philipp heiratete 1809 Franziska Maria Walpurga Maximiliane Freiin von Weinbach. Aus der Ehe gingen zwei Söhne und eine Tochter hervor.

### Wirken
Philipp übernahm den elterlichen Gutshof und war Assessor bei der fürstlichen Domänen- und Rentkammer in Bückeburg, wo er später Kammerrat wurde. Damit gehörte er der Hofkammer an.
Daneben fungierte er als Königlich Hannoverscher Landdrost in Hildesheim.
Von 1816 bis 1817 war er als Vertreter der Grafschaft Schaumburg Mitglied des Kurhessischen Kommunallandtages des preußischen Regierungsbezirks Kassel. 
Von 1820 bis 1848 hatte er ein Mandat für den Landtag des Fürstentums Schaumburg-Lippe, dessen Präsident er in den Jahren von 1831 bis 1840 war.
1831 war er als Vertreter des Landgrafen  Mitglied der Kurhessischen Ständeversammlung.